# Stoppelgewas
Een stoppelgewas is een landbouwgewas dat zich laat in het jaar ontwikkelt.
Soms wordt het samen met de hoofdvrucht, ook dekvrucht genoemd, gezaaid en komt na het oogsten tussen de stoppels tot ontwikkeling, zoals bij rode klaver. Soms ook wordt het na de oogst van de hoofdvrucht, bijvoorbeeld rogge, tussen de stoppels gezaaid, zoals bij spurrie.
Het gewas groeit snel en kan gebruikt worden als veevoeder. Daarnaast speelt het een rol als groenbemester.
Voorbeelden van stoppelgewassen zijn: spurrie, knollen, gele wortelen.
Door de opkomst van kunstmest, omstreeks het begin van de 20e eeuw, verdween geleidelijk de spurrieteelt ten faveure van de stoppelknol, die meer opbrengst gaf. Sinds het eind van de jaren 50 van de 20e eeuw liep ook de teelt van stoppelknollen terug.